# Benoît Paturel
Benoît Paturel, né le 7 décembre 1994 à Lyon, est un pilote français de motocross.

## Carrière
Benoît Paturel fait ses débuts dans le Championnat du monde de motocross MX2 en 2012, sur Kawasaki. Il ne participe qu'à deux courses, en tant que pilote invité. Il réussit à marquer quelques points et se classe ainsi 32e au classement final. En 2013, il ne dispute qu'une seule course et ne peut marquer qu'un seul point, avec Husqvarna. Paturel se concentre cette saison principalement sur le Championnat d'Europe, dans lequel il termine dixième.
La saison 2014 est tombée à l'eau en raison d'une blessure de longue durée. À partir de 2015, Benoît Paturel participe à la saison complète du Championnat du monde avec Yamaha . Il termine sa première saison complète neuvième.
En 2016, il réussit à terminer troisième du classement final du Championnat du monde MX2 et il monte trois fois sur le podium lors d'un Grand Prix. À la fin de la saison, il remporte le Motocross des nations pour la France avec Romain Febvre et Gautier Paulin. En 2017, Benoît Paturel court pour Yamaha dans la catégorie MX2 dans l'équipe de Marnicq Bervoets et remporte son premier Grand Prix lors de l'épreuve suisse à Frauenfeld.
2018 le voit accéder à la catégorie reine MXGP chez KTM après six ans en MX2.